# Стадион Ференц Пушкаш
47° 30′ 11.14″ N 19° 5′ 53.52″ E / 47.5030944° С; 19.0982000° И
Стадион Ференц Пушкаш (мађ. Puskás Ferenc Stadion) је вишенаменски стадион Који се налази у Будимпешти у Мађарској. Највише се користи за фудбал. Оригинално, када је био саграђен, капацитет му је био 104.000 стајања, али је реновирањем и прилагођавањем новим правилима ФИФА и УЕФА капацитет смањен на 56.000 седења. Ово је по капацитету био највећи стадион у Мађарској.
Стадион је грађен између 1948. и 1953. године, већином је овај стадион саграђен добровољним радом у такозваним радним акцијама и са помоћу радних организација и војске. На само нешто мање од годину дана од отварања, 23. маја 1954. године, на овом стадиону је одиграна узвратна пријатељска утакмица са Енглеском, где су Енглези доживели један од својих највећих пораза у историји. Мађари су победили са 7:1.
Стадион је оригинално добио име Непстадион (Népstadion), што у преводу значи народни стадион. Име стадиона је промењено 2001. године у част Ференца Пушкаша, једног од најбољих фудбалера Мађарске и света, који је био члан чувене Златне екипе која је имала свој зенит током педесетих година прошлог века.
На својој последњој турнеји 1986. године и рок група Квин је имала наступ на овом стадиону
Првобитни стадион, „Непстадион”, је срушен и на његовом месту је изграђена Пушкаш арена, која је била место одржавања Европског првенства 2020. Нови стадион има капацитет од 67.115 гледалаца за фудбалске утакмице и 80.000 за концерте и завршен је 2019. године.